# Кошаринецька сільська рада
| Кошаринецька сільська рада — колишній орган місцевого самоврядування у Бершадському районі Вінницької області з адміністративним центром у с. Кошаринці. Сільраді були підпорядковані населені пункти: - с. Кошаринці |

## Склад ради
Рада складалася з 14 депутатів та голови.

## Керівний склад сільської ради
| ПІБ                      | Основні відомості                                                                         | Дата обрання | Дата звільнення |
| ------------------------ | ----------------------------------------------------------------------------------------- | ------------ | --------------- |
| Юхименко Лідія Василівна | Сільський голова, 1956 року народження, освіта, член Народно-демократичної партії України | 26.03.2006   | 31.10.2010      |
| Юхименко Лідія Василівна | Сільський голова, 1956 року народження, освіта вища, член Партії регіонів                 | 31.10.2010   |                 |

Примітка: таблиця складена за даними джерела